# Stracone złudzenia

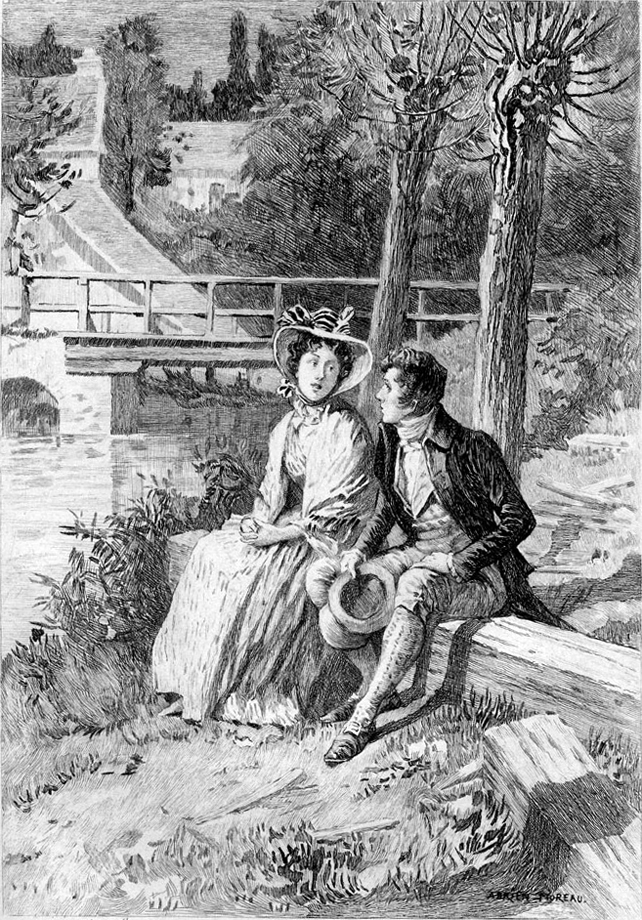
Ewa i Dawid Séchard

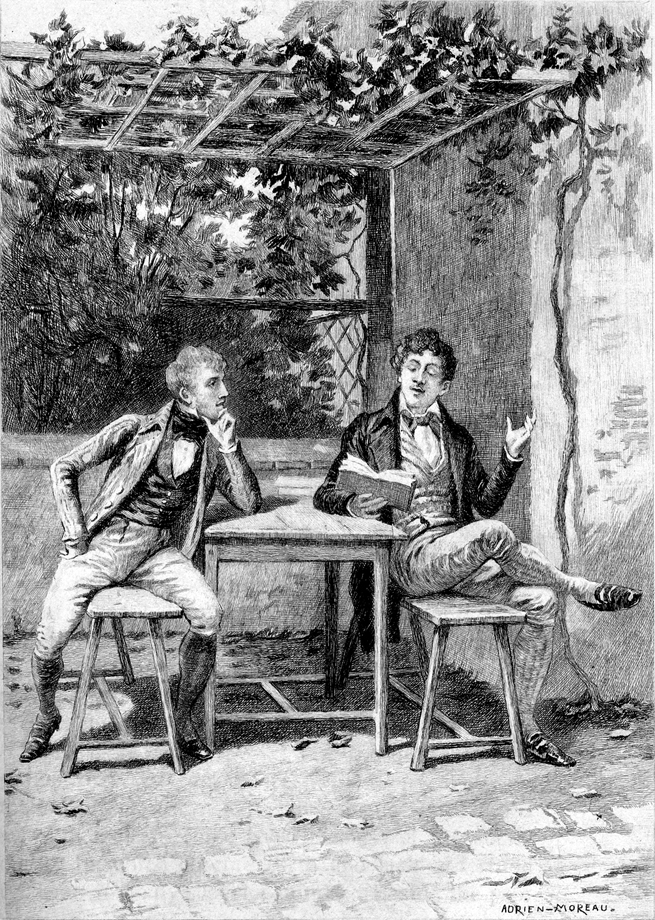
Lucjan Chardon i Daniel d’Arthez

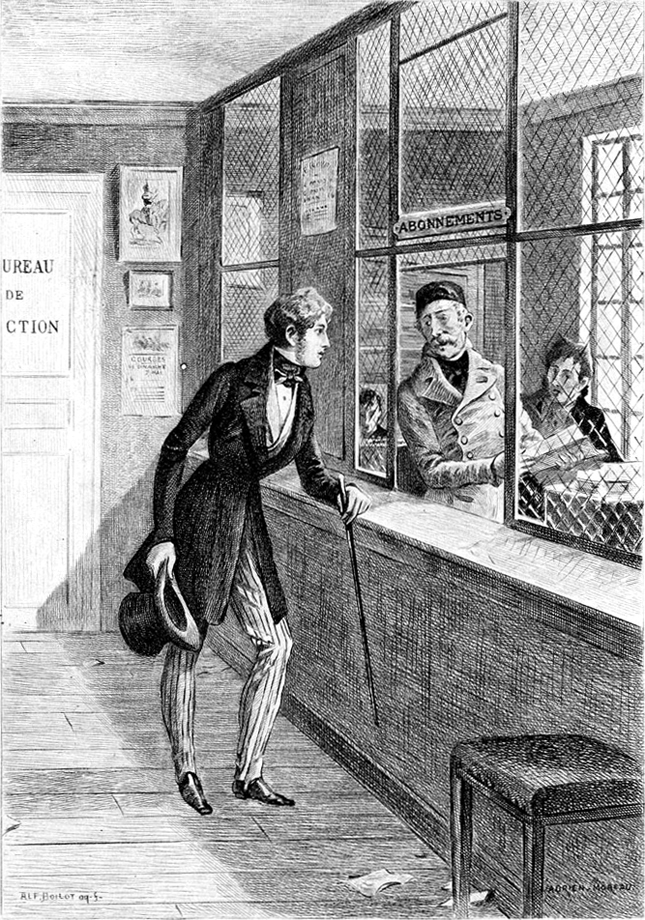
Lucjan Chardon w wydawnictwie

Stracone złudzenia (fr. Illusions perdues) – powieść Honoriusza Balzaka z cyklu Komedia ludzka (wchodzi w skład Scen z życia na prowincji). Składa się z trzech części zatytułowanych odpowiednio Dwaj poeci, Wielki człowiek z prowincji w Paryżu oraz Cierpienia wynalazcy. Kolejne komponenty utworu były publikowane w latach 1836–1843.
Osią powieści są losy Lucjana Chardona de Rubempré, młodego poety z prowincji, który próbuje swojego szczęścia w Paryżu jako dziennikarz i stopniowo traci swoje pierwsze złudzenia w zetknięciu z bezwzględnym środowiskiem stolicy. Drugim bohaterem jest przyjaciel Lucjana, Dawid Séchard, prowadzący w rodzinnym Angoulême drukarnię. Jego uczciwość również zostaje skonfrontowana z bezwzględnością innych przedsiębiorców.

## Historia powstania utworu

### Część I
Po raz pierwszy o Straconych złudzeniach napomyka anons do wydania czwartego tomu Scen z życia prowincji z 1833, wydawanych przez wdowę Béchet. Dwa lata później, gdy prawie cała suma za napisanie dwóch powieści została już z góry wypłacona, wdowa zagroziła Balzakowi, że wstrzyma dalsze wypłaty, jeśli rękopisy będą się spóźniać. Pisarz przyrzekł wówczas Gabinet starożytności i Stracone złudzenia i otrzymał dodatkowe pięć tysięcy franków. Po dalszych bezowocnych naleganiach, wdowa, która zamierzała wycofać się z działalności wydawniczej, skierowała 12 czerwca 1836 roku przeciw Balzakowi pozew o dostarczenie w ciągu 24 godzin brakujących dwóch tomów. Znajdujący się pod presją pisarz uciekł z Paryża do Saché w dolinie Indry i w ciągu trzech tygodni napisał Stracone złudzenia.
Powieść ukazała się w 1837 roku u Werdeta, ponownie w 1839 u Souveraina, wreszcie w 1843 w VIII tomie Komedii ludzkiej jako pierwsza część Straconych złudzeń, zatytułowanaː Dwaj poeci.

### Część II
Drugi tom powieści Balzak zamierzył jako obraz środowiska literackiego około 1836 roku. Pracę nad nim rozpoczął pod koniec 1837 roku i chciał go skończyć do października roku następnego, ale zajął się w tym czasie pracą nad Drętwą i Bankiem Nucingena. 12 listopada 1832 roku autor podpisał umowę z Hipolitem Souverainem na dostarczenie rękopisu do 15 grudnia, ale ostatecznie wysłał go wydawcy dopiero pod koniec stycznia lub na początku lutego. W trakcie pracy nad drukiem powieści pisarz dokonywał licznych korekt, między innymi dotyczących postaci d’Artheza i grupy La Cénacle. Powieść ukazała się ostatecznie dopiero 15 czerwca 1839 roku.
W drugim wydaniu z 1843 roku pisarz przenosi zakończenie pierwszej części, podróż Lucjana i pani de Bargeton do Paryża, na początek części drugiej. Wzmocnił również autonomię świata Komedii ludzkiej, rezygnując z wprowadzania osób autentycznych na rzecz fikcyjnychː panią de Girardin zastąpiła Kamilla de Maupin, a Canalis – Lamartine'a. Opierając się na tym wydaniu Balzak dalej modyfikuje szczegóły powieściː wprowadza panią de Mortsauf, dostosowuje postać Canalisa do jego portretu z Modesty Mignon, czyni aluzje do jego romansu z księżną Chalieu, używając ich jako argumentu przeciw romansowi Lucjana z panią de Bargeton, pogłębia upokorzenie Lucjana, zdesperowanego z powodu śmierci Koralii, każąc mu przyjąć pomoc od Camusota.

### Część III
Trzecia część powieści została zapowiedziana w przedmowie do części drugiej w 1839 roku. Jednak Balzak zabrał się do jej pisania dopiero w kwietniu 1843 roku. W maju miał już gotowe pół powieści. Potem utknął na opisie problemów prawnych Dawida. Nie obyło się też bez ogromnej ilości poprawek. Pisarz spędził przy nich 1200 godzin. Początek powieści ukazał się w odcinkach pomiędzy 9 a 19 czerwca w piśmie L'Etat pod tytułem Dawid Séchard albo cierpienia wynalazcy (David Séchard ou les souffrances de l'inventeur). 29 lipca została wydana pod tytułem Ewa i Dawid (Eve et David) przez Furne'a w VIII tomie Komedii ludzkiej, jako tom IV Scen z życia prowincjonalnego. 27 lipca Le Parisien-L'Etat wznowił publikację powieści w odcinkach i kontynuował ją do 14 sierpnia. Pomiędzy 4 a 8 listopada powieść ukazała się u Dumonta pod tytułem Dawid Séchard. Dopiero w wydaniu Furne'a z 1845 powieść otrzymała swój ostateczny tytuł, autor wzbogacił ją o początkowe rozważania nad historią drukarstwa oraz zakończył spotkaniem Lucjana z księdzem Herrerą, otwierając ją tym samym na kontynuujące losy Lucjana Blaski i nędze życia kurtyzany.

## Treść

### Dwaj poeci
W Angoulême Dawid Séchard kupuje od ojca, nieuznającego prostego przekazywania z pokolenia na pokolenia, drukarnię, z zamiarem udoskonalenia panującego w niej sposobu produkcji. Kryształowo uczciwy i słabo zorientowany w prowadzeniu interesów, jest bliski bankructwa, przed czym ratuje go jedynie oszczędność i chęć zapewnienia godnego życia swojej żonie Ewie, siostrze jego najlepszego przyjaciela – Lucjana Chardona. Ten ostatni jest początkującym poetą, człowiekiem jednocześnie niezwykle wrażliwym i pragnącym zrobić karierę, źle czującym się na prowincji. Przyjmuje propozycję wyjazdu do Paryża razem ze znacznie starszą od siebie, zamężną Anais de Bargeton, jego protektorką wśród elit miasta i wielką platoniczną miłością. Dawid pomaga mu finansowo, by mógł rozpocząć życie w stolicy.

### Wielki człowiek z prowincji w Paryżu
Po przyjeździe do Paryża Lucjan jest oszołomiony kontrastem pomiędzy stolicą a prowincją. Nie jest w stanie samodzielnie znaleźć swojego miejsca w wielkim świecie, rozpada się jego związek z panią de Bargeton, materialne ubóstwo pogłębia jego poczucie samotności, zaś próby wydania książek każdorazowo kończą się klęską. Od całkowitej depresji ratuje go przyjaźń z filozofem d’Arthezem, który razem z grupą przyjaciół tworzy intelektualne kółko wspierających się wzajemnie przyjaciół, trudniących się sztuką i literaturą, mozolnie zdobywających pozycję w swoich dziedzinach. Lucjan jest jednak zbyt niecierpliwy, by pójść tą drogą; zostaje dziennikarzem. Choć ponownie szokują go obyczaje tego skorumpowanego środowiska, jego talent szybko czyni go liczącą się postacią. Pragnąc zrobić dodatkowo karierę polityczną, dokonuje ryzykownego przejścia z dziennika liberalnego do prasy rojalistów. Atakowany przez dawnych przyjaciół i porzucony przez nowych współpracowników, ponosi jednak klęskę. Angażuje się w dodatku w związek z aktorką Koralią, która umiera na gruźlicę. Zadłużony i przekonany o klęsce, wraca do rodzinnego miasta, by uzyskać – po raz kolejny – pomoc Dawida.

### Cierpienia wynalazcy
W Angoulême Dawid zdołał poważnie ulepszyć pracę w swojej drukarni, jednak jego naiwność sprawiła, że drogą misternej intrygi został oszukany przez konkurentów – braci Cointet i wtrącony do więzienia. Zrozpaczony Lucjan, czując się współwinnym za los przyjaciela, postanawia popełnić samobójstwo, topiąc się w stawie. Po drodze spotyka jednak tajemniczego księdza, Hiszpana Carlosa Herrerę (w rzeczywistości Jacques Collin, znany już z Ojca Goriota), który odwodzi go od tego kroku. Namawia Lucjana, by wrócił do Paryża i na nowo spróbował wspiąć się na szczyty towarzyskiej drabiny, jednak za cenę całkowitego posłuszeństwa jego radom. Lucjan zgadza się, wysyła Dawidowi pieniądze potrzebne do uregulowania wszystkich wierzytelności, po czym wraca do stolicy.

## Osoby
- Daniel d’Arthez – młody i biedny pisarz, członek grupy Cénacle. W 1830 stał się sławny, bogaty i został posłem prawicy. Księżna de Cadignan uwiodła go w Sekretach księżnej de Cadignan.
- Barbet – księgarz i dyskonter. Pojawia się jeszcze w Małomieszczanach, Aferzyście.
- Pani Marie-Louise Anaïs de Bargeton – urodzona jako Nègrepelisse, później po przeprowadzce do Paryża i wdowieństwie, została baronową, a potem księżną du Châtelet.
- Fanny Beaupre – sławna loretka, zastąpiła Koralię u boku de Camusota, następnie była utrzymanką księcia d'Hérouville. Pojawia się w Pierwszych krokach, Modeście Mignon, Blaskach i nędzach życia kurtyzany.
- Berenice – służąca Koralii.
- Horacy Banchon – biedny student, potem lekarz, sławny profesor paryskiego wydziału medycyny. Pojawia się w licznych utworach, jego młodość jest przedstawiona w Ojcu Goriot. Msza ateusza opowiada o jego mistrzu Despleinsie. Pojawia się u boku Lousteau w Muzie z zaścianka, opiekuje się bohaterami Króla cyganerii, Kuzynki Bietki.
- Jean-Jacques Bixiou – karykaturzysta, najpierw urzędnik, później dziennikarz, znany ze swej złośliwości. Interweniuje w Kawalerskim gospodarstwie, Muzie z zaścianka, Blaskach i nędzach życia kurtyzany, Banku Nucingena, aby wprowadzić w błąd lub oskarżyć.
- Emile Blondet – dziennikarz i krytyk, zostaje wprowadzony do wyższego towarzystwa przez hrabinę de Montcornet. Pojawia się w Gabinecie starożytności, Blaskach i nędzach życia kurtyzany, Sekretach księżnej de Cadignan, Córce Ewy, Banku Nucingena, zostaje prefektem w Chłopach.
- Braulard – szef klakierów. Można go też odnaleźć w Kuzynce Bietce.
- Józef Brideau – student Akademii Sztuk Pięknych, który zostaje sławnym malarzem. Jest jednym z protagonistów Kawalerskiego gospodarstwa i pojawia się w Pierwszych krokach, Kuzynce Bietce i Piotrze Grassou.
- Camusot – kupiec jedwabny, przyjaciel Guillaume’a w Domu pod kotem z rakietką, Birotteau w Cezarze Birotteau, utrzymuje Koralię, potem Fanny Beaupré, zostaje baronem i deputowanym w okresie monarchii lipcowej.
- Baron de Canalis – poeta, kochanek księżnej de Chaulieu, zostaje deputowanym. Szuka korzystnego małżeństwa w Modeście Mignon. W Pierwszych krokach jest parem Francji.
- Cerizet – pracownik drukarni, angażuje się w partii liberalnej, zostaje człowiekiem interesu i lichwiarzem w Paryżu. Wspominany w Aferzyście, Blaskach i nędzach życia kurtyzany, Małomieszczanach.
- Chaboisseau – księgarz eskonter. Można go znaleźć w Urzędnikach, Aferzyście, Małomieszczanach.
- Wdowa Chardon – z domu de Rubempré, matka Lucjana, umiera w 1827. Wspominana w Blaskach i nędzach życia kurtyzany.
- Michel Chrestien – członek Cénacle, zakochany w księżnej de Maufrigneuse, zginął 6 czerwca 1832 r. przy klasztorze Saint-Merri (Sekrety księżnej de Cadignan)
- Bracia Cointet – wydawcy w Angoulême. młodszy zostaje ministrem w 1836 (Bank Nucingena).
- Jacques Collin – pensjonariusz pani Vauquer w Ojcu Goriot gdzie występuje pod nazwiskiem Vautrin. Rozpoznany jako były skazaniec i aresztowany, ucieka. Jako ksiądz Carlos Herrera pojawia się pod koniec Straconych złudzeń i w Blaskach i nędzach życia kurtyzany, stając się obrońcą i przewodnikiem Lucjana. Wstępuje do policji, którą kieruje w Kuzynce Bietce.
- Koralia – aktorka, metresa Camusota, a wcześniej de Marsaya, kochanka Lucjana. Jest modelką Józefa Bridau w Kawalerskim gospodarstwie.
- Dauriat – księgarz w Palais-Royal, nie wydał Margerytek Lucjana de Rubempré aż w 1825, w Blaskach i nędzach życia kurtyzany. Jest wydawcą Canalisa w Modeście Mignon.
- Baron du Chatelet – urodzony jako Sixte Châtelet, wziął udział w ekspedycji afrykańskiej generała Montriveau, został deputowanym. Wspominany w Księżnej de Langeais, Blaskach i nędzach życia kurtyzany.
- Markiza d’Espard – wielka dama z faubourg Saint-Germain, pojawiająca się w licznych powieściach (Blaskach i nędzach życia kurtyzany, Córce Ewy, Béatrix). Jest bohaterką Kurateli, w której stara się ubezwłasnowolnić swego męża.
- Andoche Finot – redaktor anonsów w Cezarze Birotteau, kupuje mały dziennik w Kawalerskim gospodarstwie, staje się wpływowy i bogaty (Król cyganerii, Znakomity Gaudissart).
- Floryna – aktorka, przyjaciółka Koralii, metresa Lousteau, później Nathana (Kawalerskie gospodarstwo, Córka Ewy).
- Etienne Lousteau – dziennikarz, kochanek Floryny, staje się modnym felietonistą i uwodzi Dinah de la Baudraye (Muza z zaścianka); jest nadal dziennikarzem w Kuzynce Bietce.
- Hrabia Henryk de Marsay – syn naturalny lorda Dudleya, dandys i libertyn, należy do Trzynastu (Dziewczyna o złotych oczach i Ferragus). Jego pierwsza miłość i początki cynizmu są tematem Drugiego studium kobiety. Staje się politykiem w Kontrakcie ślubnym, i premierem (Aferzysta, Deputowany z Arcis, Tajemnicza sprawa).
- Matifat – drogista, przyjaciel Birotteau w Cezarze Birotteau, protektor Floryny, spekuluje w Banku Nucingena.
- Raul Nathan – dziennikarz i sławny pisarz. Floryna porzuca Lousteau dla niego. Fascynuje hrabinę de Vandenesse (Córka Ewy). Prezentowany w licznych powieściach, jest związany z Filipem Brideau w Kawalerskim gospodarstwie, przyjacielem Lousteau w Muzie z zaścianka, Béatrix de Rochefide (Beatrix, Król cyganerii).
- Eugeniusz de Rastignac – prowincjusz przybyły do Paryża jak Lucjan, który jednak osiąga sukces. Obecny w większości paryskich powieści Komedii ludzkiej, opiera się pokusie ze strony Vautrina (Ojciec Goriot) uczy się jednak wykorzystywać mechanizmy rządzące światem na swą korzyść. Przyjaciel Rafaela de Valentin (Jaszczur), de Marsaya, który wprowadza go do swego ministerstwa (Tajemnicza sprawa), poślubia córkę swojej kochanki, pannę de Nucingen (Deputowany z Arcis), zostaje ministrem i parem Francji (Bezwiedni aktorzy).
- Lucjan de Rubempré (po ojcu Chardon) – genialny poeta z Angoulême, niestały dziennikarz w Paryżu, zawodzą go wszystkie jego plany. W Blaskach i nędzach życia kurtyzany staje się kreaturą Vautrina, kocha Esterę Gobseck, błyskotliwie powraca do wielkiego świata, ale po ponownym upadku popełnia samobójstwo.
- David Séchard – poeta, drukarz i wynalazca, rezygnuje z czerpania korzyści ze swego wynalazku, pojawia się na krótko w Blaskach i nędzach życia kurtyzany.
- Ewa Séchard – siostra Lucjana, poślubiona Dawidowi, którego zastępuje w drukarni, pojawia się w Blaskach i nędzach życia kurtyzany.
- Felicyta des Touches – słynna autorka pisząca pod pseudonimem Camille Maupin, jedna z królowych Paryża (Blaski i nędze życia kurtyzany, Drugie studium kobiety); zakochana w Kalikście du Guénic, wstąpiła do klasztoru (Beatrix).
- Felicjan Vernou – pomysłowy i złośliwy dziennikarz, odnajduje się w Blaskach i nędzach życia kurtyzany i Córce Ewy.

## Recepcja i cechy utworu
Balzak uważał Stracone złudzenia za jedną ze swoich ważniejszych książek. Również w oczach późniejszej krytyki utwór ten stanowił nie tylko centralny punkt całej Komedii ludzkiej, ale wręcz fragment najlepiej oddający klimat i cechy charakterystyczne cyklu. W Straconych złudzeniach pojawia się większość tych bohaterów Komedii, którzy cyklicznie powracają w różnych powieściach i tym samym odgrywają rolę wiodącą dla całości. Tak pozytywna ocena pojawiła się jednak dopiero po śmierci autora; za jego życia wydawanie kolejnych komponentów utworu albo przechodziło zupełnie bez echa, albo też były one negatywnie recenzowane. Zwłaszcza Wielki człowiek z prowincji w Paryżu został ostro zaatakowany przez środowiska, które Balzak w utworze opisywał – dziennikarzy, krytyków literackich, wydawców. Równocześnie jest to jeden z wielu utworów, w których pisarz zamieścił wątki autobiograficzne związane z pracą pisarza i dziennikarza.
Istnieje koncepcja, według której Stracone złudzenia były celową odpowiedzią na utwory Alfreda de Vigny’ego poświęcone artystom i ich miejscu w społeczeństwie (zwłaszcza utwór Chatterton). Przedstawionej przez de Vigny’ego koncepcji szlachetnego poety, dla którego w żadnym społeczeństwie nie ma miejsca ze względu na konwenanse i przesądy, Balzak przeciwstawiał związaną z własnymi doświadczeniami wizję człowieka pióra, który ma do wyboru życie w ubóstwie lub pisanie dla zysku, bez przywiązania do żadnej idei. Taką właśnie alternatywę przedstawia na kartach utworu Daniel d’Arthez Lucjanowi Chardonowi, a obydwaj bohaterowie personifikują opozycję pomiędzy pisarstwem niezależnym od politycznej koniunktury, za którym opowiadał się Balzac, a pisarstwem nastawionym na łatwy zysk, który pisarz krytykował.